# L'eredità della zia d'America (film 1963)
L'eredità della zia d'America (Das Haus in Montevideo) è un film del 1963, diretto da Helmut Käutner.
Tratta dal lavoro teatrale Das Haus in Montevideo di Curt Goetz, la storia era stata portata sullo schermo già nel 1951, con il film L'eredità della zia d'America (film 1951), diretto da Curt Goetz e dalla moglie, l'attrice Valerie von Martens.